# Anti-fan
Un anti-fan o detractor es alguien que disfruta escribir, discutir, en algunos casos, hacer obras derivadas sobre un medio de comunicación, pero con el único propósito de despotricar contra él o parodiarlo.
También puede ser una persona con odio hacia una celebridad o icono.

## Comportamiento
Los anti-fandoms aparecen de muchas formas, desde el hate-watching hasta el sarcasmo.
Es habitual que grandes anti-fandoms se reúnan en grupos, normalmente en foros y sitios, para compartir su aversión mutua. Estos grupos se denominan clubes anti-fan y algunos son lo suficientemente importantes como para convertirse en sitios anti-fan.
Los comportamientos de algunos anti-fans incluyen el doxing, la difusión de rumores, el abuso o el hostigamiento.

## Ejemplos
En 2006, una anti-fan del dúo de K-pop, TVXQ, envenenó al integrante Yunho con una bebida con pegamento instantáneo. En lugar de presentar cargos contra la antifan, optó por perdonarla, ya que la chica tenía la misma edad que su hermana menor.  Estos sucesos han provocado un aumento de la seguridad de los famosos en Corea del Sur.
En 2017, el National Post publicó un editorial en el que describía a la serie animada Caillou como «posiblemente el programa infantil más vilipendiado del mundo», señalando «un nivel de animosidad asombroso para una serie sobre la vida cotidiana relativamente poco controvertida de un niño de cuatro años». Entre las críticas se encontraban la absoluta carencia de contenido educativo en la serie, la inmadurez total del personaje principal, las similitudes desfavorables con un Charlie Brown más joven y la preocupación de que el programa retratara a los canadienses con una mala imagen y, por tanto, «criara una generación de psicópatas». Los ejemplos incluyen varias páginas de «Odio a Caillou» creadas en Facebook, numerosos blogs de padres que critican la serie y peticiones en Change.org para que el programa deje de emitirse. Una crítica usual hacia la serie es el comportamiento «petulante, manipulador y malcriado» del personaje principal, la falta de consecuencias que se le da a Caillou y la «mala crianza» que ejercen sus padres. Como explicó Hopper, «esto ha dado lugar, comprensiblemente, a las teorías de que se trata de un retrato fiel de la paternidad canadiense y de que Canadá está criando una generación de psicópatas». Calificó la serie como una «versión infantil de Sex and the City o Mad Men», y criticó su carencia de contenido educativo: «A diferencia de la mayoría de los programas infantiles, Caillou no hace casi ningún intento de educar a su joven audiencia. No hay problemas matemáticos velados, lecciones de ortografía o cuentos de moralidad; sólo se trata de personas tranquilas, no amenazantes y de colores brillantes que realizan tareas cotidianas». Estas críticas hacia el personaje principal de la serie han tenido eco en las redes sociales, como la formación de grupos en línea anti-Caillou como «Odio a Caillou» en Facebook y «r/FuckCaillou» en Reddit. En un segmento del programa de entrevistas nocturno Last Week Tonight, el presentador John Oliver exclamó hiperbólicamente «¡Vete a la mierda, Caillou!!! ¡Al menos deja crecer un poco de cabello y sal de casa!» en una comparación cómica.
El programa Barney y sus amigos fue criticado por su incesante alegría y la falta de temas serios en la serie. También ha provocado una fuerte repulsión entre las personas mayores por su objetivo demográfico preescolar. El programa ha sido objeto del humor anti-Barney, a menudo oscuro y despiadado, desde su debut. W. J. T. Mitchell, un profesor de la Universidad de Chicago que dedicó un capítulo de su libro The Last Dinosaur Book: The Life and Times of a Cultural Icon, señaló: «Barney ha recibido más críticas hostiles como cualquier otro icono cultural del que yo tenga constancia. Los padres transmitían su profundo desagrado hacia el saurio edulcorado, mientras que los alumnos de segundo curso no pudieron admitir que les pudo gustar Barney».

### En la cultura popular
Tanto la versión cinematográfica como la televisiva de I Married an Anti-fan se basaron en la novela del mismo nombre. 

## Estudios
Los estudios anti-fan se centran en comunidades específicas y en su relación con los medios de comunicación y en los fanáticos que marginan o desacreditan activamente a otros aficionados únicamente por motivos de identidad ─sexo, raza, etc─.